# Charles Antoine Coypel
Charles Antoine Coypel, född 11 juli 1694, död 15 juni 1752, var en fransk konstnär. Han var son till Antoine Coypel.
Coypel blev 1747 hovmålare och direktör för franska akademin. Han gjorde förlagor till gobelänger, och målade genremåleri. Han författade dessutom konsthistoriska skrifter och komedier.